# Chính Ninh
Chính Ninh (chữ Hán phồn thể: 正寧縣, chữ Hán giản thể: 正宁县, bính âm: Zhèngníng Xiàn, âm Hán Việt: Chính Ninh huyện) là một huyện thuộc địa cấp thị Khánh Dương, tỉnh Cam Túc, Cộng hòa Nhân dân Trung Hoa. Huyện Chính Ninh có diện tích 1329 ki-lô-mét vuông, dân số năm 2004 là 230.000 người. Mã số bưu chính của huyện này là 745300. Chính quyền huyện đóng ở trấn Sơn Hà. Huyện này được chia ra 3 trấn và 9 hương.
- Trấn: Sơn Hà, Du Lâm Tử và Cung Hà.
- Hương: Nguyệt Minh, Tây Pha, Thủy Chính, Châu Gia, La Xuyên, Thủy Hòa, Sấu Đầu, Ngũ Khoảnh Nguyên và Tam Gia.